# سيبو (الفلبين)
سيبو هي مقاطعة في الفلبين، تقع في بيسايا الوسطى، بلغ عدد سكانها 2,619,362 نسمة وذلك حسب إحصائيات سنة 2010، عاصمتها مدينة سيبو، تبلغ مساحتها 4,943.72 كيلومتر مربع، رمزها البريدي هو 6000–6053.

## الموقع
تشترك في الحدود مع:
- نيغروس أوتشيدنتال
- بوهول
- ماسبات.

## التقسيمات الإدارية
- ألكانتارا
- Alegria, Cebu [الإنجليزية]‏
- Aloguinsan [الإنجليزية]‏
- Argao [الإنجليزية]‏
- Asturias, Cebu [الإنجليزية]‏
- Badian, Cebu [الإنجليزية]‏
- Balamban [الإنجليزية]‏
- بانتايان
- Barili [الإنجليزية]‏
- بوغو
- Boljoon [الإنجليزية]‏
- Borbon, Cebu [الإنجليزية]‏
- كاركار
- Carmen, Cebu [الإنجليزية]‏
- Catmon [الإنجليزية]‏
- Compostela, Cebu [الإنجليزية]‏
- Consolacion [الإنجليزية]‏
- قرطبة (سيبو)
- دانبانتايان
- Dalaguete [الإنجليزية]‏
- داناو
- Dumanjug [الإنجليزية]‏
- Ginatilan [الإنجليزية]‏
- Liloan [الإنجليزية]‏
- Madridejos, Cebu [الإنجليزية]‏
- مالابويوك
- Medellin, Cebu [الإنجليزية]‏
- Minglanilla [الإنجليزية]‏
- Moalboal [الإنجليزية]‏
- ناجا
- Oslob [الإنجليزية]‏
- Pilar, Cebu [الإنجليزية]‏
- بينامونغاجان
- Poro, Cebu [الإنجليزية]‏
- Ronda, Cebu [الإنجليزية]‏
- Samboan [الإنجليزية]‏
- San Fernando, Cebu [الإنجليزية]‏
- San Francisco, Cebu [الإنجليزية]‏
- San Remigio, Cebu [الإنجليزية]‏
- Santa Fe, Cebu [الإنجليزية]‏
- Santander, Cebu [الإنجليزية]‏
- Sibonga [الإنجليزية]‏
- Sogod, Cebu [الإنجليزية]‏
- Tabogon [الإنجليزية]‏
- Tabuelan [الإنجليزية]‏
- تاليساي
- توليدو
- Tuburan, Cebu [الإنجليزية]‏
- Tudela, Cebu [الإنجليزية]‏
- Alcoy, Cebu [الإنجليزية]‏.

### جزر المقاطعة
- جزيرة مكتان
- جزيرة أولانغو
- جزيرة بيسكادور
- جزر كاموتس
- جزيرة بنتيان

## أعلام
- رودل مايول
- فينا موراليس
- آر. د. ألبا
- إدا نولان
- روجر ياب